# Чміль Володимир Михайлович
Володи́мир Миха́йлович Чміль (4 вересня 1979, с. Долина, Тернопільська область — 9 липня 2022, м. Часів Яр, Донецька область) — український військовослужбовець, сержант 24 ОМБр Збройних сил України, учасник російсько-української війни. Кавалер ордена «За мужність» III ступеня (2023, посмертно), почесний громадянин міста Чорткова (2022, посмертно).

## Життєпис
Володимир Чміль народився 4 вересня 1979 року у селі Долині, нині Теребовлянської громади Тернопільського району Тернопільської области України.
Вчився у Тернополі. Після служби в армії працював за кордоном. Одружився, разом з дружиною та її сином проживали в Чорткові.
З початком повномасштабного російського вторгнення служив в ТрО, згодом — старший стрілець 24-ї окремої механізованої бригади. Загинув 9 липня 2022 року внаслідок ракетного удару в м. Часів Яр на Донеччині.
Похований 23 липня 2022 року в родинному селі.

## Нагороди
- орден «За мужність» III ступеня (9 січня 2023, посмертно) — за особисту мужність і самовідданість, виявлені у захисті державного суверенітету та територіальної цілісності України, вірність військовій присязі[3];
- почесний громадянин міста Чорткова (2022, посмертно)[4]..
- почесний громадянин Теребовлянської громади (2023)[5].
- відзнака «За честь і відвагу» (2022)[6].